# Сельское поселение «Село Усть-Ургал»
Се́льское поселе́ние «Село Усть-Ургал» — муниципальное образование в Верхнебуреинском районе Хабаровского края Российской Федерации.
Административный центр — село Усть-Ургал.

## История
Статус и границы сельского поселения установлены Законом Хабаровского края от 28 июля 2004 года № 208 «О наделении посёлковых, сельских муниципальных образований статусом городского, сельского поселения и об установлении их границ».

## Население
| 2010 | 2011 | 2012 | 2013 | 2014 | 2015 | 2016 |
| ---- | ---- | ---- | ---- | ---- | ---- | ---- |
| 202  | →202 | ↘188 | ↘184 | ↘179 | ↘170 | →170 |
| 2017 | 2018 | 2019 | 2020 | 2021 |      |      |
| ↗180 | ↘164 | ↘152 | ↘144 | ↗154 |      |      |

## Состав сельского поселения
| № | Населённый пункт | Тип населённого пункта       | Население |
| - | ---------------- | ---------------------------- | --------- |
| 1 | Усть-Ургал       | село, административный центр | ↗154      |